# マウント・サンドフォード男爵
マウント・サンドフォード男爵（マウント・サンドフォードだんしゃく、英: Baron Mount Sandford）は、アイルランド貴族の爵位。1800年に創設され、1846年に廃絶した。

## 歴史
ロスコモン県の政治家でアイルランド庶民院議員であるヘンリー・サンドフォード(1751–1814)は1800年7月31日にアイルランド貴族であるロスコモン県カスルリーのマウント・サンドフォード男爵（Baron Mount Sandford of Castlerea, co. Roscommon）に叙された。この爵位には特別残余権（special remainder）が規定されており、初代男爵の男系子孫が断絶した場合には弟ウィリアム・サンドフォード(c.1752–1809)とジョージ・サンドフォード(1756–1846)とその男系子孫が継承できるとした。
ヘンリーは男子をもうけず、その死後はウィリアムの息子ヘンリー・サンドフォード(1805–1828)、ついで前述のジョージ・サンドフォードが爵位を継承したが、2人ともに生涯未婚であり、1846年に3代男爵が死去すると爵位は廃絶した。

## マウント・サンドフォード男爵（1800年）
- 初代マウント・サンドフォード男爵ヘンリー・サンドフォード（1751年 – 1814年）
- 第2代マウント・サンドフォード男爵ヘンリー・サンドフォード（1805年 – 1828年）
- 第3代マウント・サンドフォード男爵ジョージ・サンドフォード（1756年 – 1846年）